# دوائر ولاية المسيلة
قائمة الدوائر في ولاية المسيلة حسب توزيعها على البلديات مع تعداد السكان وعدد البلديات.

## الدوائر

1. المسيلة • 2. حمام الضلعة • 3. أولاد دراج • 4. سيدي عيسى 5. عين الملح 6. بن سرور • 7. بوسعادة • 8. أولاد سيدي إبراهيم • 9. سيدي عامر • 10. مقرة • 11. شلال • 12. خبانة • 13. مجدل • 14. عين الحجل • 15. جبل امساعد

| الرقم | اسم الدائرة              | البلديات | عدد السكان |
| ----- | ------------------------ | -------- | ---------- |
| 01    | دائرة المسيلة            | 1        | 156 647    |
| 02    | دائرة حمام الضلعة        | 4        | 69 932     |
| 03    | دائرة أولاد دراج         | 5        | 91 531     |
| 04    | دائرة سيدي عيسى          | 3        | 89 881     |
| 05    | دائرة عين الملح          | 5        | 73 421     |
| 06    | دائرة بن سرور            | 4        | 49 527     |
| 07    | دائرة بوسعادة            | 3        | 138 880    |
| 08    | دائرة أولاد سيدي إبراهيم | 2        | 16 352     |
| 09    | دائرة سيدي عامر          | 2        | 29 054     |
| 10    | دائرة مقرة               | 5        | 126 017    |
| 11    | دائرة شلال               | 4        | 32 807     |
| 12    | دائرة خبانة              | 3        | 27 959     |
| 13    | دائرة مجدل               | 2        | 29 556     |
| 14    | دائرة عين الحجل          | 2        | 39 732     |
| 15    | دائرة جبل امساعد         | 2        | 19 296     |

### مواضيع ذات صلة
- وزارة الداخلية الجزائرية
- ولاية المسيلة
- بلديات ولاية المسيلة
- دوائر الجزائر

### وصلات خارجية
- الموقع الرسمي لوزارة الداخلية الجزائرية